# Gavirate

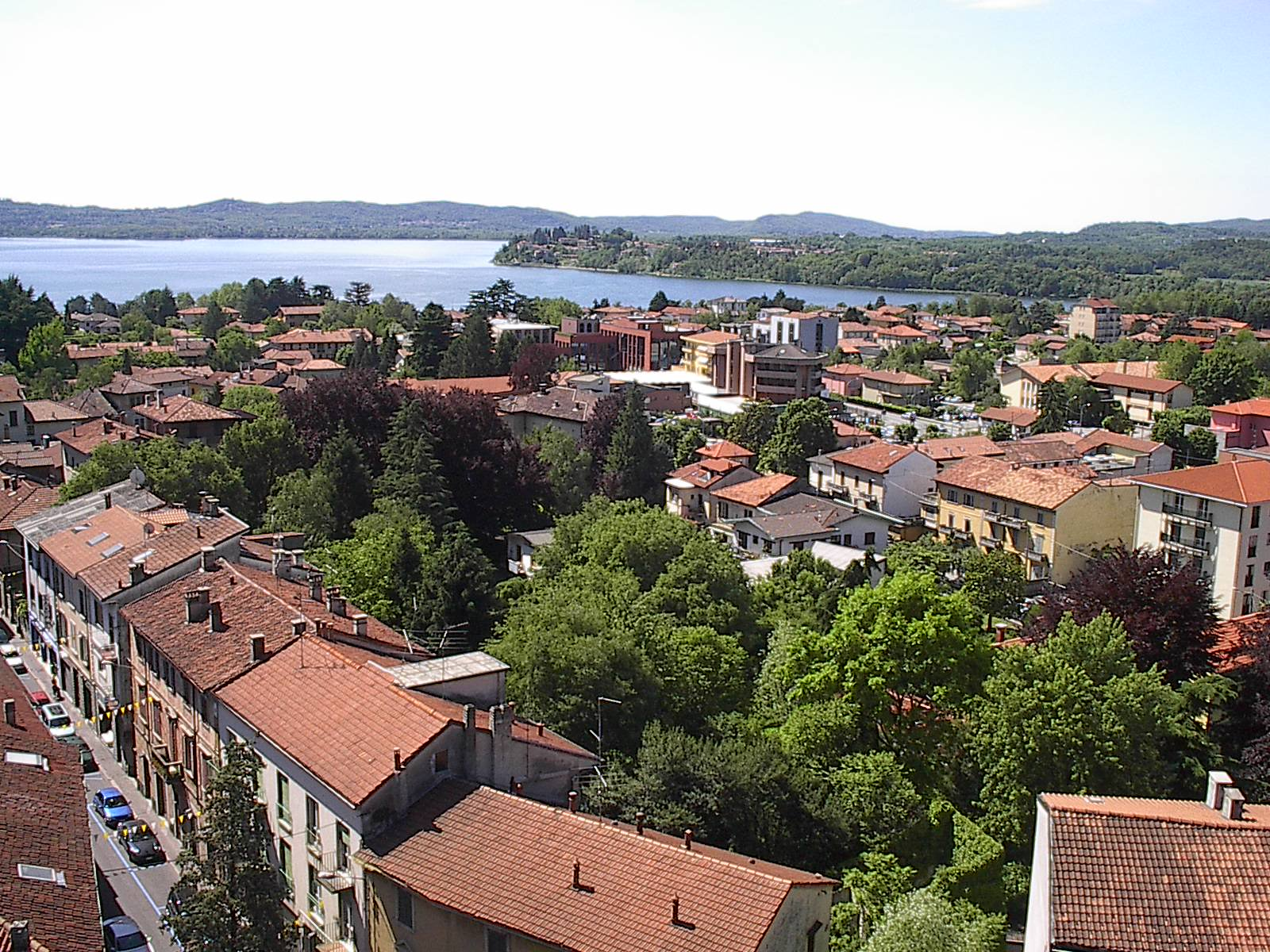

Gavirate ist eine italienische Gemeinde (comune) in der Provinz Varese in der Region Lombardei.

## Geographie
Die Gemeinde liegt etwa neun Kilometer westnordwestlich von Varese zwischen dem Nordufer des Lago di Varese und dem Parco del Campo dei Fiori. Die bedeckt eine Fläche von 13,34 km². Zu Gavirate gehören die Fraktionen Groppello, Oltrona al Lago und Voltorre. Die Nachbargemeinden sind Barasso, Bardello, Besozzo, Biandronno, Casciago, Cocquio-Trevisago, Comerio, Cuvio und Varese.

## Geschichte
Das Gebiet der heutigen Gemeinde stand seit Beginn des 4. Jahrhunderts vor Christus unter gallischer Herrschaft und wurde im 2. Jahrhundert vor Christus von den Römern besetzt, die es im Jahr 89 vor Christus in die Provinz Gallia cisalpina eingliederten.
Für das frühe Mittelalter ist die Entdeckung einer Urkunde aus dem Jahr 713 wichtig, in der der langobardische König Liutprand das Dorf Gavirate mit dem Kloster San Pietro in Ciel d’Oro von Pavia verbindet. Für das Spätmittelalter ist die Ansiedlung einiger Mönche der Abtei Fruttuaria im Chiostro di Voltorre im 12. Jahrhundert von Bedeutung.
Wie das gesamte Herzogtum Mailand war auch Gavirate ab 1500 von Plünderungen und Überfällen durch Söldnertruppen während des französisch-spanischen Konflikts betroffen. Im 16. Jahrhundert, nach der Ausbreitung der Beulenpest, wurde ein Ort, das Lazarett, errichtet, an dem die Opfer der Epidemie bestattet wurden.
Nach dem Tod von König Karl II. von Spanien und dem anschließenden Vertrag von Rastatt von 1714 ging das Gavirat von der spanischen in die österreichische Herrschaft über. In diese Zeit fällt die Regierung von Maria Theresia, in der es einen bedeutenden sozioökonomischen Aufschwung gab, der auch durch die Schaffung des ersten Grundbuchs in diesem Gebiet gefördert wurde. Die napoleonische Regierung machte Gavirate zu einem Zentrum der Bezirksaggregation und annektierte die meisten der benachbarten Gemeinden, aber das Experiment endete abrupt im Jahr 1815 mit der Rückkehr der Österreicher. Es war die Verwaltung des Königreichs Lombardo-Venetien, die die Wahl des ersten Gemeinderats im Jahr 1824 genehmigte.
Im Jahr 1927 ging die Gemeinde, die zur Provinz Como gehörte, an die neu gegründete Provinz Varese über.
Am 12. Januar 1927 wurden gemäß dem königlichen Dekret Nr. 2390 vom 16. September 1927 die Gebiete der aufgelösten Gemeinden Oltrona al Lago und Voltorre zu Gavirate zusammengefasst, während am 19. Mai 1929 die Ortsteile Chignolo, Orocco und Picco an die Gemeinde Comerio abgetreten wurden.

## Bevölkerung
| Bevölkerungsentwicklung | Bevölkerungsentwicklung | Bevölkerungsentwicklung | Bevölkerungsentwicklung | Bevölkerungsentwicklung | Bevölkerungsentwicklung | Bevölkerungsentwicklung | Bevölkerungsentwicklung | Bevölkerungsentwicklung | Bevölkerungsentwicklung | Bevölkerungsentwicklung | Bevölkerungsentwicklung | Bevölkerungsentwicklung | Bevölkerungsentwicklung |
| ----------------------- | ----------------------- | ----------------------- | ----------------------- | ----------------------- | ----------------------- | ----------------------- | ----------------------- | ----------------------- | ----------------------- | ----------------------- | ----------------------- | ----------------------- | ----------------------- |
| Jahr                    | 1751                    | 1805                    | 1809                    | 1853                    | 1881                    | 1901                    | 1921                    | 1951                    | 1971                    | 1991                    | 2001                    | 2011                    | 2021                    |
| Einwohner               | 770                     | 1044                    | *2764                   | 1753                    | 3268                    | 3901                    | 4344                    | 5084                    | 8271                    | 9108                    | 9400                    | 9209                    | 9079                    |

- 1809 Fusion mit Cocquio, Comerio, Trevisago und Voltorre

## Sehenswürdigkeiten
- Pfarrkirche San Giovanni Evangelista mit Orgel (1901) von Vincenzo Mascioni
- Kloster von Voltorre (12. Jahrhundert)[3]
- Villa de Ambrosis
- Guido Morselli Park.
- Höchstes Geschäftsschild der Welt: Lillapois (28,6 m ü.B)[4]

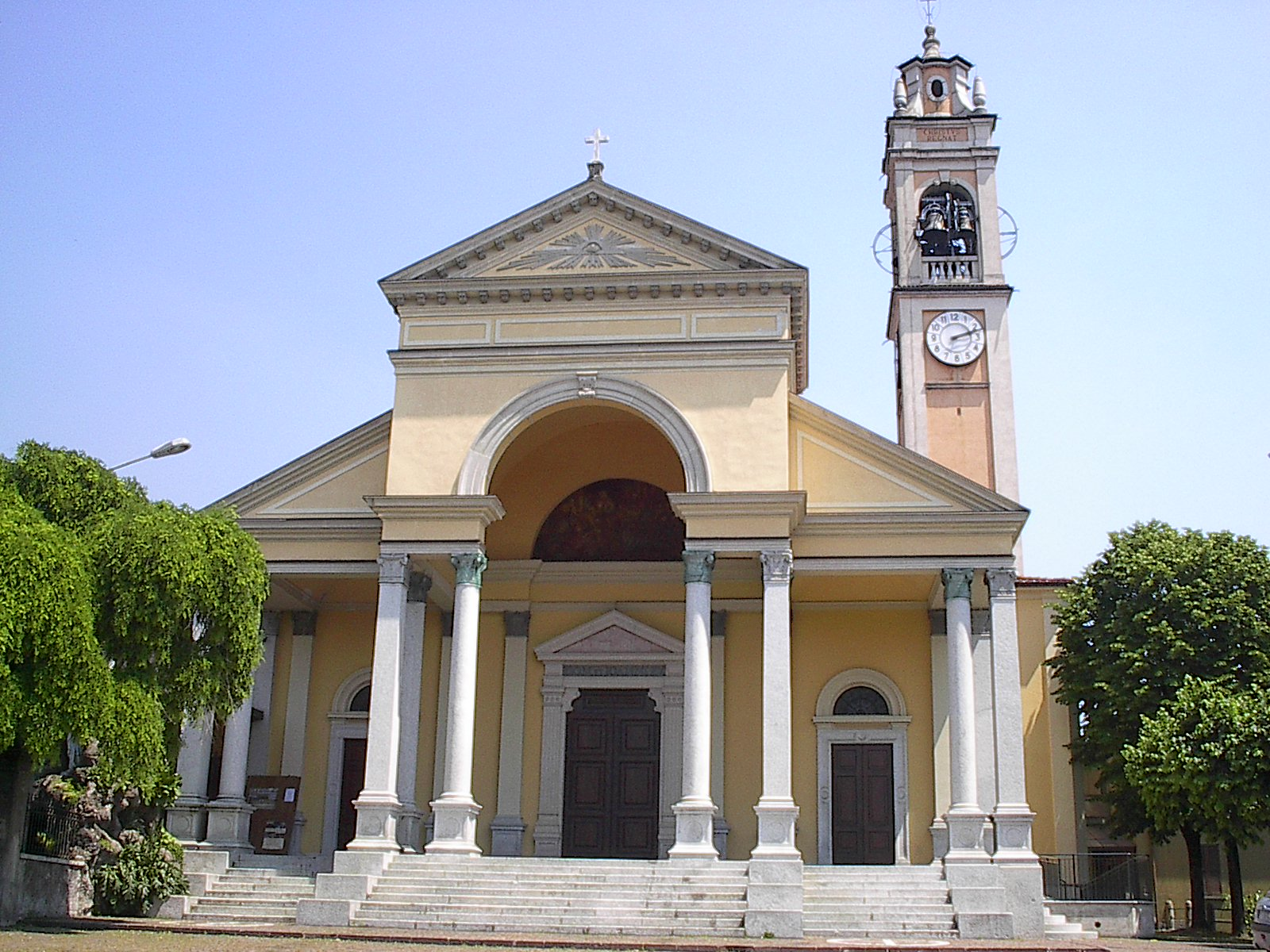
Kirche San Giovanni Evangelista
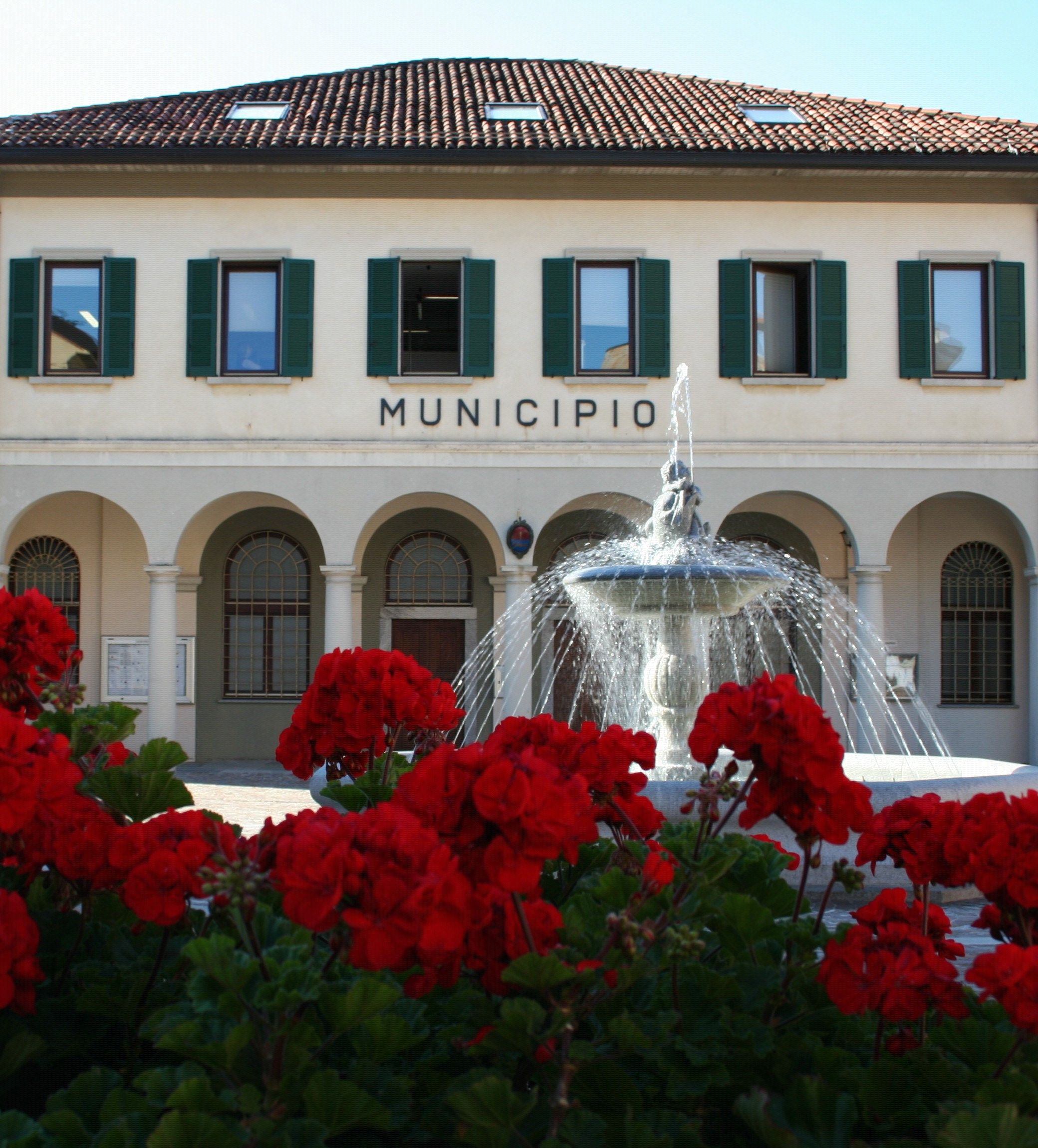
Rathaus Gavirate
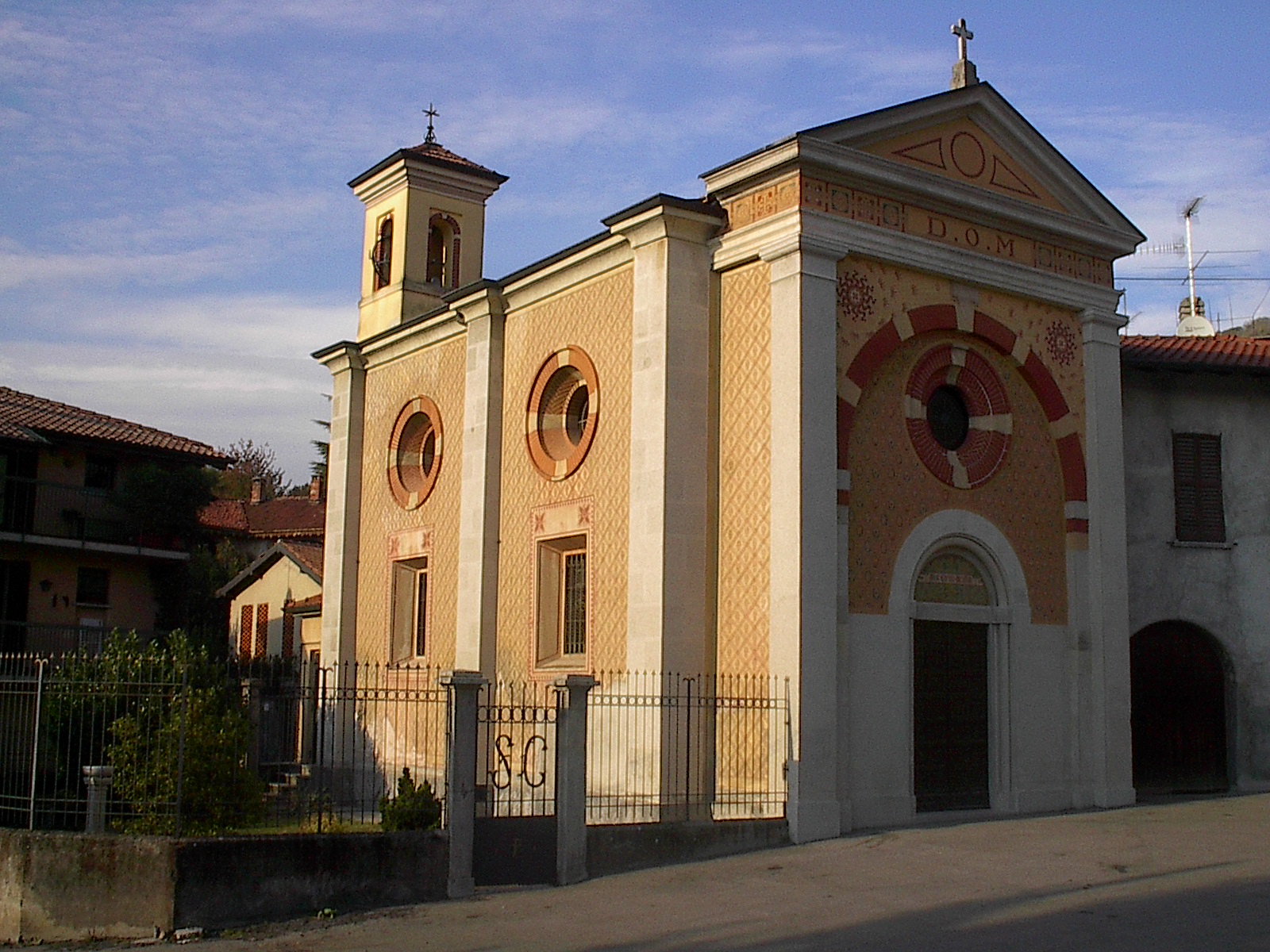
Kirche San Carlo Borromeo
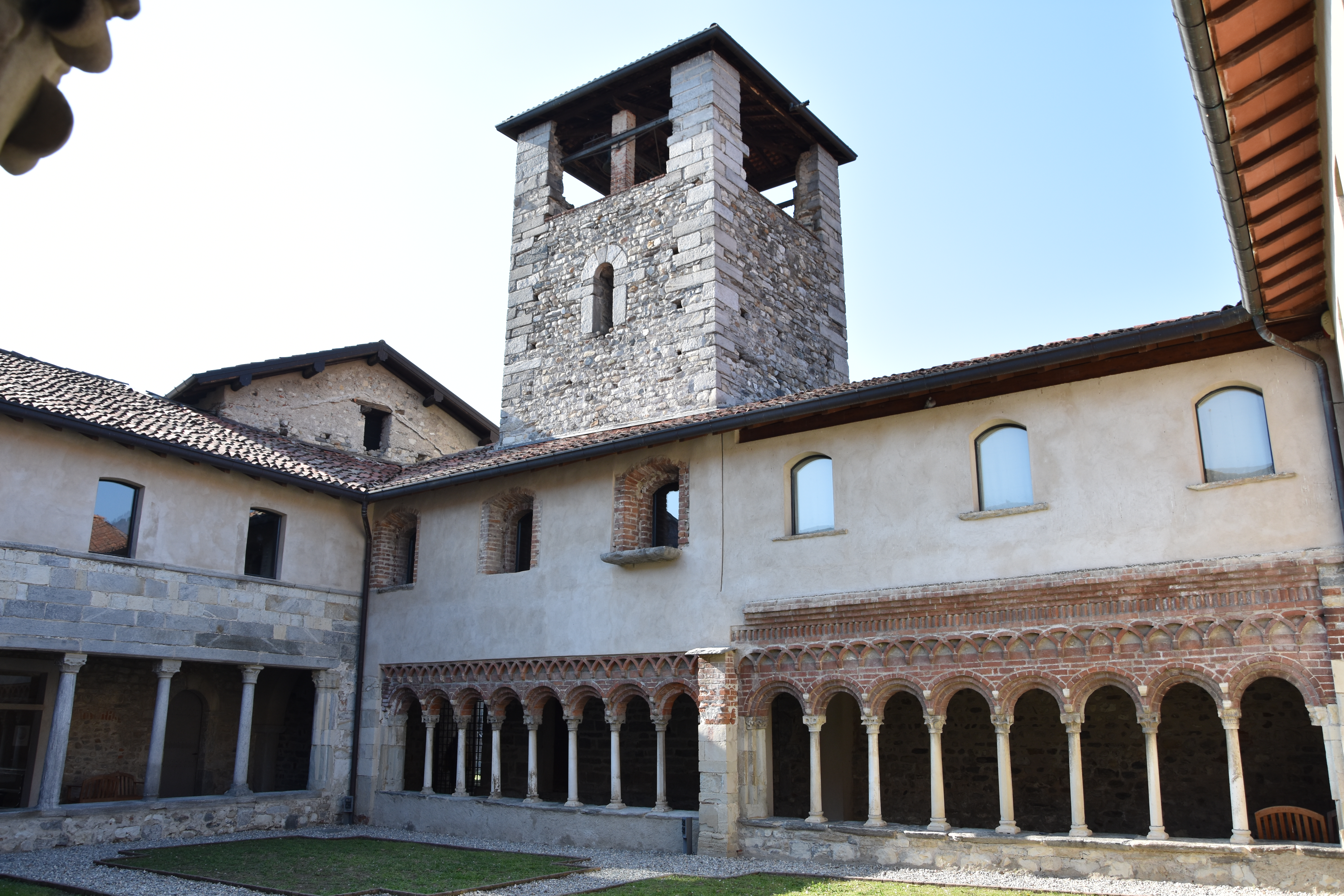
Kloster im Voltorre

## Verkehr
Gavirate liegt an der Staatsstraße 394 von Varese Richtung Lago Maggiore. Der Bahnhof Gavirates liegt an der Bahnstrecke Saronno–Laveno. Eine weitere Bahnstation an dieser Strecke besteht seit 1991 im Ortsteil Verbano.

## Besonderheiten
Gavirate wurde 1982 mit dem Bau des Dama Di Corte Turmes, welcher 2002 zum Parfümhaus Lillapois umgebaut wurde, zur Stadt mit den höchsten Geschäftsschildern der Welt und ist seit 2003 in den Guinness World Records dafür vermerkt.

## Sport
- European Training Center (ETC), geführt von Australian Sports Commission
- Rudern
  - Olympische Spiele Sydney 2000: Elia Luini mit Leonardo Pettinari im Leichtgewichts-Doppelzweier (Silber); Giovanni Calabrese mit Nicola Sartori im Doppelzweier (Bronze);
  - Paralympische Spiele Peking 2008: Graziana Saccocci und Alessandro Franzetti mit weiteren im Mixed-Vierer mit Steuermann/-frau (Gold)
- Unione Polisportiva (U.P.) Gavirate
  - Sektion Leichtathletik
  - Sektion Fußball, gegründet 1992

## Persönlichkeiten
- Giuseppe Ferrari (* 7. März 1811 in Mailand; † 1. Juli 1876 in Rom), italienischer Historiker, Philosoph und Politiker
- Guido Morselli (* 15. August 1912 in Bologna; † 31. Juli 1973 in Varese), italienischer Romancier
- Gianni Rodari (* 23. Oktober 1920 in Omegna (Novara); † 14. April 1980 in Rom), Schriftsteller, Schulabschluss in Gavirate
- Angela Giussani (* 10. Juni 1922 in Mailand; † 12. Februar 1987 in Gavirate) und Giuliana Giussani (* 19. April 1928 in Mailand; † 31. März 2001 ebenda), Comicszeichnerinnen, Autorinnen des Diabolik
- Elia Luini (* 23. Juni 1979 in Gavirate), Ruder-Weltmeister
- Cameron Wurf (* 3. August 1983 in Hobart), ein australischer Radrennfahrer und ehemaliger Ruderer

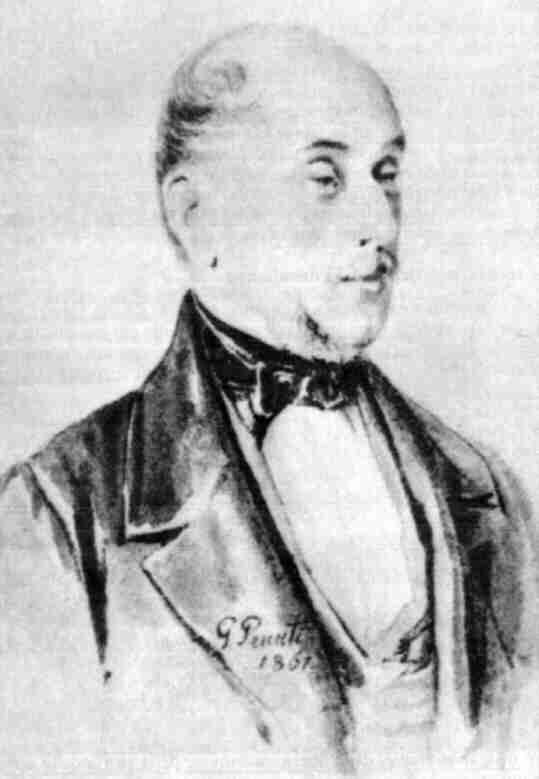
Giuseppe Ferrari
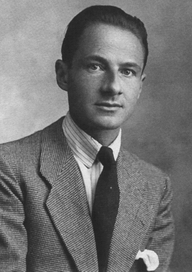
Guido Morselli
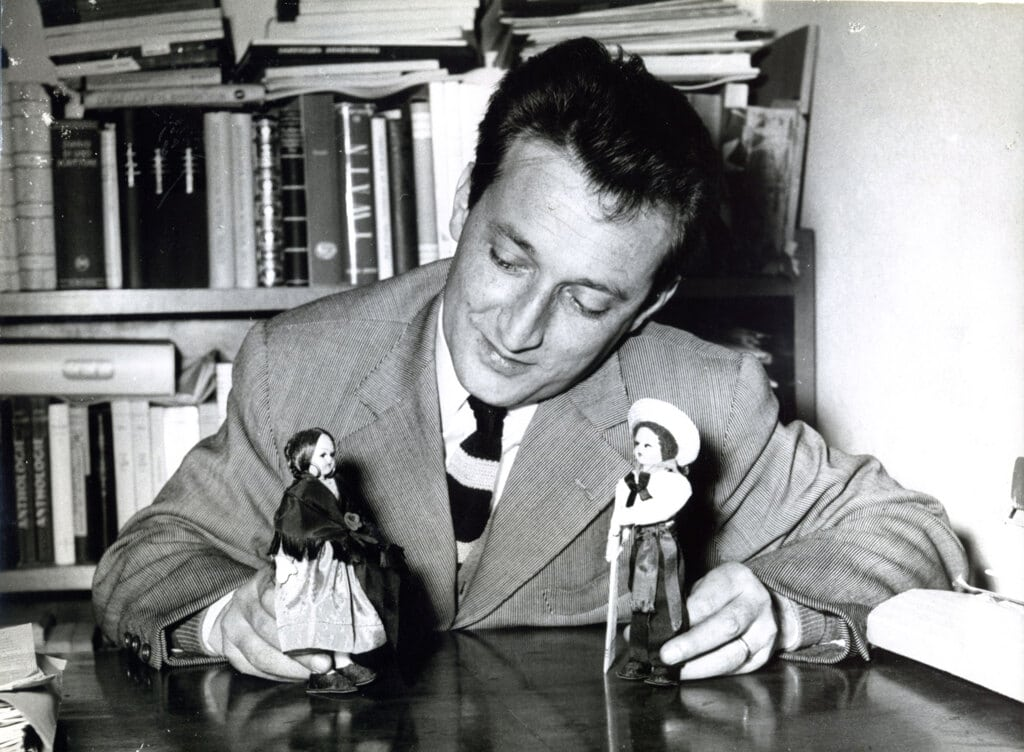
Gianni Rodari
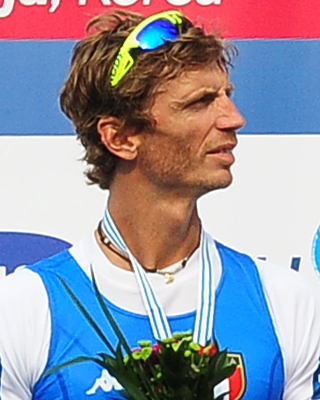
Elia Luini
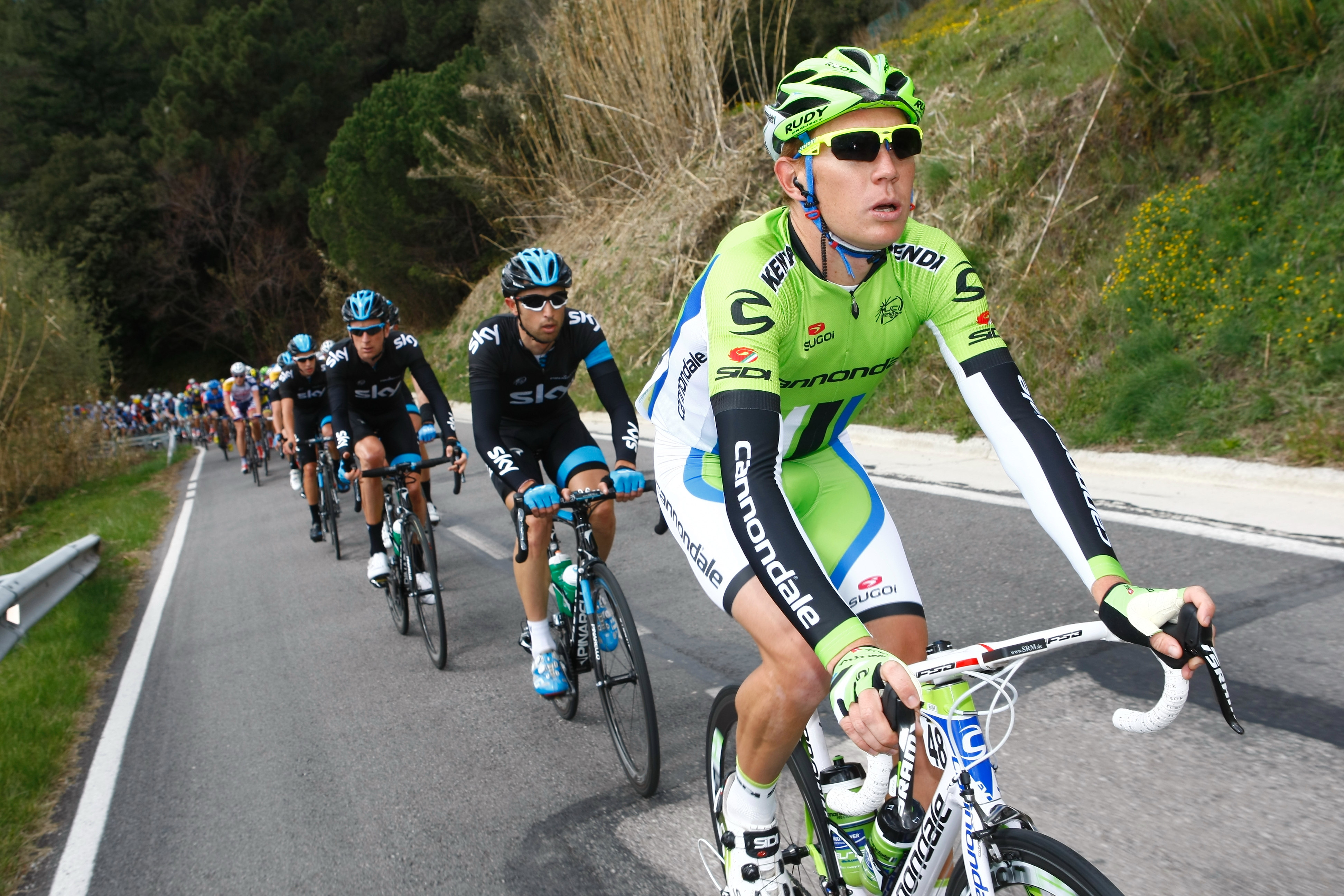
Cameron Wurf

## Einzelnachweise

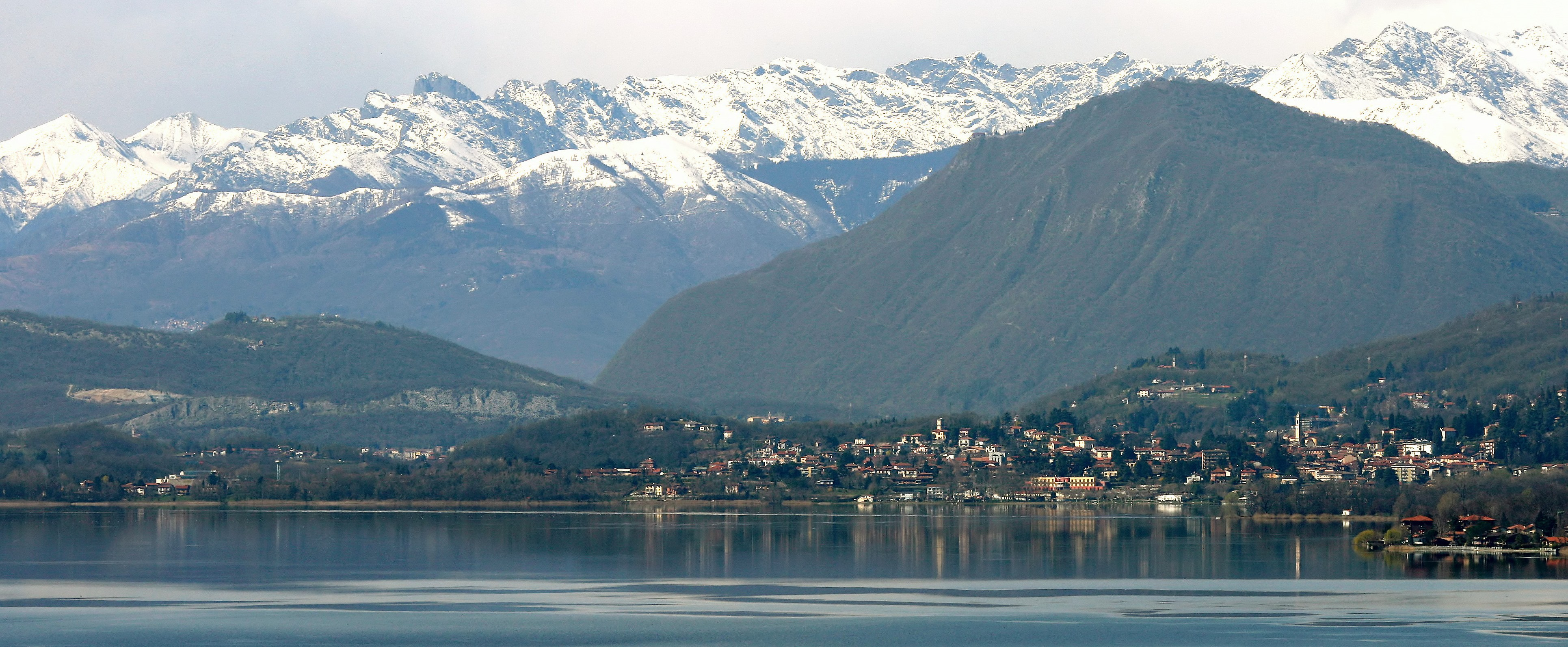
Panorama, Gavirate und Lago di Varese